# 228
228（二百二十八、にひゃくにじゅうはち）は自然数、また整数において、227の次で229の前の数である。

## 性質
- 228は合成数であり、約数は1, 2, 3, 4, 6, 12, 19, 38, 57, 76, 114, 228である。
  - 約数の和は560。
  - 54番目の過剰数である。1つ前は224、次は234。
- 70番目のハーシャッド数である。1つ前は225、次は230。
  - 12を基とする5番目のハーシャッド数である。1つ前は192、次は264。
- 各位の立方和が528になる最小の数である。次は282。(オンライン整数列大辞典の数列 A055012)
  - 各位の立方和が n になる最小の数である。1つ前の527は35555、次の529は1228。(オンライン整数列大辞典の数列 A165370)
- 228 = 42 + 42 + 142 = 82 + 82 + 102
  - 3つの平方数の和2通りで表せる56番目の数である。1つ前は226、次は229。(オンライン整数列大辞典の数列 A025322)
- 228 = 35 − 3 × 5
  - n = 5 のときの 3n − 3n の値とみたとき1つ前は69、次は711。(オンライン整数列大辞典の数列 A107583)
- 228 = 22 × 3 × 19
  - 3つの異なる素因数の積で p 2 × q × r の形で表せる12番目の数である。1つ前は220、次は234。(オンライン整数列大辞典の数列 A085987)
- 228 = 4 × (72 + 7 + 1) = 4 × (82 − 8 + 1)
  - n = 7 のときの 4(n 2 + n + 1) の値とみたとき1つ前は172、次は292。(オンライン整数列大辞典の数列 A112087)
- 228 = 53 + 63 + 73/3 = 63 + 2 × 6
  - x = 6 のときの フィボナッチ多項式 F 4(x) = x 3 + 2x の値とみたとき1つ前は135、次は357。(オンライン整数列大辞典の数列 A054602)
- 約数の和が228になる数は3個ある。(147, 185, 227) 約数の和3個で表せる8番目の数である。1つ前は224、次は234。
- 各位の和が12になる17番目の数である。1つ前は219、次は237。

## その他 228 に関連すること
- 西暦228年
- 紀元前228年
- 二・二八事件
- 国道228号
- 年始から数えて228日目は8月16日、閏年は8月15日。
- 第228代ローマ教皇はウルバヌス7世（在位：1590年9月15日～9月27日）である。僅か13日間の在位期間に終わり、歴代教皇の中で在位期間が最短の教皇でもある[1]。
- マセラティ・228
- ドルニエ 228
- UFC 228
- AN/ASQ-228